# Pomoc społeczna w Polsce
Pomoc społeczna w Polsce – według ustawy z dnia 12 marca 2004 r. o pomocy społecznej, to instytucja polityki społecznej mająca na celu pomoc osobom i rodzinom w przezwyciężaniu trudnych sytuacji życiowych i doprowadzenie do usamodzielnienia. Najstarsza instytucja polityki społecznej, uznawana za jeden z zasadniczych – obok ubezpieczeń i zaopatrzenia społecznego – elementów systemu zabezpieczenia społecznego.
Świadczenia socjalne w Polsce są częścią systemu zabezpieczenia społecznego. Stanowią około 20% wydatków rządowych i od kilku dekad utrzymują się na mniej więcej stabilnym poziomie. Konstytucja RP stanowi, że wszyscy obywatele mają prawo do zabezpieczenia społecznego w przypadku braku możliwości znalezienia pracy, osiągnięcia wieku emerytalnego lub niezdolności do pracy z powodu choroby lub niepełnosprawności.

## Cel
Obecny model pomocy społecznej w Polsce ukształtowała nieobowiązująca już ustawa z dnia 29 listopada 1990 o pomocy społecznej, która zastąpiła zdezaktualizowaną wskutek upływu czasu i przeobrażeń społeczno-politycznych i gospodarczych ustawę o opiece społecznej z 16 sierpnia 1923. Wskazana regulacja stanowi odzwierciedlenie tendencji charakteryzujących nowoczesne ustawodawstwa w tej dziedzinie, kreujące pomoc społeczną jako system zróżnicowanych i zmiennych w czasie świadczeń finansowych ze źródeł publicznych realizowanych na zasadach subsydiarności i indywidualizacji przez wyspecjalizowane służby w sytuacjach uzasadniających ich udzielanie wystąpieniem szczególnej potrzeby socjalnej. Odpowiada też duchowi Międzynarodowych paktów Praw człowieka umieszczającym na poczesnym miejscu prawa mające chronić egzystencje i godność ludzką

## Podstawy prawne
Art. 163 Konstytucji Rzeczypospolitej Polskiej stanowi, że samorząd terytorialny wykonuje zadania publiczne niezastrzeżone przez Konstytucję lub ustawy dla organów innych władz publicznych. Pojęcie zadań publicznych nie zostało ustawowo zdefiniowane. Trybunał Konstytucyjny w uchwale z dna 27 października 1994 r. stwierdził, że wszystkie zadania samorządu terytorialnego mają charakter zadań publicznych w tym znaczeniu, że służą zaspakajaniu potrzeb zbiorowych społeczności lokalnych, jak i ogólnopaństwowych.
Ustawa o pomocy społecznej (2004) - ustawa uchwalona przez Sejm, regulująca kwestie prawne związane z pomocą społeczną oraz ogólne zadania w sferze pomocy społecznej m.in. przyznawanie i wypłacanie przewidzianych ustawą zaświadczeń, praca socjalna, prowadzenie i rozwój infrastruktury socjalnej, analiza i ocena zjawisk rodzących zapotrzebowanie na świadczenia z pomocy społecznej, realizacja zadań wynikających z rozeznanych potrzeb społecznych, rozwijanie nowych form pomocy społecznej i samopomocy w ramach zidentyfikowanych potrzeb.

## Zakres podmiotowy
Zgodnie z u.p.s. prawo do świadczeń pomocy społecznej przysługuje osobom posiadającym obywatelstwo polskie, zamieszkującym i przebywającym na terytorium Rzeczypospolitej Polskiej oraz cudzoziemców zamieszkującym i przebywającym na terytorium Rzeczypospolitej Polskiej, posiadającym zezwolenie na pobyt stały lub status uchodźcy, jeżeli umowy międzynarodowe nie stanowią inaczej. Pomocy społecznej na zasadach określonych w ustawie udziela się osobom i rodzinom w szczególności z powodu:
- ubóstwa
- sieroctwa
- bezdomności
- potrzeby ochrony macierzyństwa lub wielodzietności
- bezrobocia
- niepełnosprawności
- długotrwałej choroby
- bezradności w sprawach opiekuńczo-wychowawczych i prowadzenia gospodarstwa domowego, zwłaszcza w rodzinach niepełnych lub wielodzietnych
- alkoholizmu lub narkomanii
- trudności w przystosowaniu do życia po opuszczeniu zakładu karnego
- klęski żywiołowej lub ekologicznej.

## Świadczenia
Wyróżnia się dwa typy działalności pomocy społecznej i dwa typy świadczeń: pomoc środowiskową realizowaną w środowisku zamieszkania świadczeniobiorcy oraz pomoc instytucjonalną świadczoną – w oderwaniu od jego dotychczasowego miejsca zamieszkania – w domach pomocy społecznej oraz ośrodkach wsparcia. Zarówno pomoc środowiskowa, jak i instytucjonalna mogą być udzielana w różnych formach, tj, pieniężnej, rzeczowej i usługowej. Charakterystyczne jest, że podczas gdy pomoc środowiskowa może być ograniczona do jednej z form, wystarczającej w danej sytuacji, pomoc instytucjonalna ma charakter kompleksowy, obejmujący wszystkie potrzeby jednostki.
W ramach systemu pomocy społecznej wyróżnia się:
- pomoc w instytucjach opiekuńczych typu: domy pomocy społecznej, placówki opiekuńczo-wychowawcze,
- pomoc środowiskowa, m.in. świetlice środowiskowe, ośrodki wsparcia (tj. domy dziennego pobytu, noclegownie, schroniska dla bezdomnych, środowiskowe domy samopomocy dla osób z zaburzeniami psychicznymi),
- pomoc finansową, usługową i rzeczową świadczoną przez ośrodki pomocy społecznej (i w kilku przypadkach przez powiatowe centra pomocy rodzinie).

Kolejne nowelizacje ustawy o pomocy społecznej ukształtowały następujący katalog świadczeń przysługujących na podstawie jej przepisów:
- formy rzeczowe – niezbędne ubrania, gorący posiłek, udostępnienie na podstawie umowy użyczenia maszyn i narzędzi pracy stwarzających możliwość zorganizowania własnego warsztatu pracy oraz urządzeń ułatwiającym niepełnosprawnym pracę, pomoc na zagospodarowanie pełnoletniej osobie opuszczającej rodzinę zastępczą, placówkę opiekuńczo-wychowawczą, dom pomocy społecznej, schronisko dla nieletnich, zakład poprawczy;
- formy pieniężne – zasiłek (stały, stały wyrównawczy, macierzyński okresowy bądź jednorazowy, celowy, okresowy), renta socjalna, dodatek (dla kobiet w ciąży, dla osób długotrwale chorych), pomoc na pokrycie wydatków na świadczenia zdrowotne w publicznych zakładach opieki zdrowotnej dla osób, które nie podlegają przepisom o ubezpieczeniu społecznym;
- usługi – udzielenie schronienia, praca socjalna, usługi opiekuńcze oraz specjalistyczne usługi opiekuńcze świadczone w miejscu zamieszkania, pomoc w załatwianiu spraw urzędowych i innych ważnych spraw bytowych oraz utrzymania kontaktów z otoczeniem.

### Prawo do świadczeń
Prawo do świadczeń pieniężnych przysługuje osobom i rodzinom, których posiadane dochody nie przekraczają kryteriów dochodowych ustalonych w oparciu o próg interwencji socjalnej. Od dnia 1 października 2015 r. dla osoby samotnie gospodarującej jest nim dochód nie przekraczający kwoty 634 zł, natomiast dla osoby w rodzinie – kwota 514 zł. Rada gminy, w drodze uchwały, może podwyższyć kwoty uprawniające do zasiłków: okresowego i celowego.
Ponieważ rolnicy nie są objęci podatkiem dochodowym, w przypadku korzystania z pomocy społecznej ich dochód ustalany jest arbitralnie na podstawie dochodu miesięcznego z 1 hektara przeliczeniowego określanego w obwieszczeniu Prezesa Głównego Urzędu Statystycznego (np. do świadczeń rodzinnych).

## Struktura
Struktura pomocy społecznej w Polsce:
- ośrodki pomocy społecznej działające w każdej gminie, udzielające pomocy w formie pracy socjalnej, świadczeń pieniężnych, przyznając wsparcie usługowe i rzeczowe oraz kierujące do ośrodków wsparcia;
- powiatowe centra pomocy rodzinie (w miastach na prawach powiatu – miejskie centra pomocy rodzinie); powiaty prowadzą domy pomocy społecznej, zapewniają opiekę nad dziećmi w placówkach opiekuńczo-wychowawczych (tj. domach dziecka, pogotowiach opiekuńczych) i w rodzinach zastępczych;
- regionalne ośrodki polityki społecznej (przy urzędach marszałkowskich) – zajmują się koordynacją polityki społecznej w zakresie pomocy na terenie województw samorządowych;
- w urzędach wojewódzkich wydziały polityki społecznej – kontrola i nadzór nad realizacją zadań samorządu gminnego, powiatowego i województwa, w tym nad jakością działalności jednostek organizacyjnych pomocy społecznej (jednak tylko w zakresie zadań zleconych);
- Ministerstwo Rodziny i Polityki Społecznej – zajmuje się koordynacją polityki społecznej na obszarze całej Polski oraz przygotowywaniem zmian w obowiązującym prawie.

Pomoc społeczną w Polsce organizują organy administracji rządowej i samorządowej, współpracując z organizacjami pozarządowymi, kościołami, związkami wyznaniowymi oraz osobami fizycznymi i prawnymi.
W zasięgu zainteresowań systemu pomocy społecznej znajdują się następujące kwestie społeczne: ubóstwo, wykluczenie społeczne (marginalizacja), bezdomność, bezrobocie, niepełnosprawność oraz wiele innych kształtujących trudną życiowo sytuację jednostki, w szczególności materialną.

## Zadania jednostek samorządu terytorialnego

### Zadania gminy
Przepisy ustawy o pomocy społecznej różnicują poszczególne zadania gminy na zadania własne, własne o charakterze obowiązkowym oraz zadania zlecone. Podczas gdy zadania własne gminy są finansowane z jej budżetu, a nadzór nad gospodarką finansową sprawowany jest przez regionalne izby obrachunkowe w zakresie ich realizacji sprowadza się jedynie do kryterium legalności, realizacja zadań zleconych gminie wiąże się z koniecznością transferu z budżetu państwa środków finansowych w wysokości umożliwiającej ich wykonanie. Pracą ośrodka pomocy społecznej kieruje jego kierownik, któremu rada gminy udziela upoważnienia do wydawania decyzji administracyjnych w zakresie wykonywania zadań zleconych oraz może upoważnić do wydawania decyzji administracyjnych w celu wykonania zadań własnych gminy oraz własnych o charakterze obowiązkowym
1. Zadania własne: prowadzenie domów pomocy społecznej, ośrodków wsparcia o zasięgu lokalnym oraz kierowanie do nich osób wymagających opieki, przyznawanie i wypłacanie zasiłków celowych i specjalnych celowych, przyznawanie pomocy rzeczowej, przyznawanie pomocy w naturze na ekonomiczne usamodzielnienie, inne zadania wynikające z rozeznań potrzeb gminy
2. zadania własne o charakterze obowiązkowym: udzielanie schronienia, posiłku, niezbędnego ubrania, świadczenie usług opiekuńczych w tym specjalistycznych w miejscu zamieszkania, udzielanie zasiłku celowego na pokrycie wydatków na świadczenia zdrowotne osób bezdomnych i innych osób niemających dochodu, praca socjalna, sprawienie pogrzebu, w tym osobom bezdomnym
3. Zadania zlecone gminie: przyznawanie i wypłacanie zasiłków stałych, renty socjalnej, przysługujących dodatków do świadczeń, przyznawanie i wypłacanie zasiłków okresowych, gwarantowanych okresowych i specjalnych okresowych, macierzyńskich okresowych i jednorazowych, opłacanie składek na ubezpieczenie społeczne za osoby pobierające zasiłek stały oraz osoby pobierające gwarantowany zasiłek okresowy, przyznawanie zasiłku celowego w formie biletu kredytowanego, organizowanie i prowadzenie środowiskowych domów samopomocy

### Zadania powiatu
Do zadań działania organów powiatu zależałoby zaliczyć np. rozwój infrastruktury ponad gminnych domów pomocy społecznej, umieszczanie w domu pomocy społecznej osób do niego skierowanych, pomoc w integracji osób mających problemy w dostosowaniu się do życia w społeczności, szkolenie i doszkalanie kadr pomocy społecznej na terenie powiatu. Zadania te wykonywane są poprzez powiatowe centra pomocy rodzinie, jako samodzielne jednostki organizacyjno-budżetowe podporządkowane bezpośrednio zarządowi powiatu, wchodzące w skład powiatowej administracji zespolonej, przy czym w miastach stanowiących powiat miejski funkcję tych jednostek pełnią miejskie ośrodki pomocy społecznej, które mogą nosić nazwę „miejskich ośrodków pomocy społecznej”. Kierownik powiatowego centrum pomocy rodzinie, którego powołuje i odwołuje zarząd powiatu może wytaczać na rzecz obywateli powództwa o roszczenia alimentacyjne oraz kierować wnioski o ustalenie stopnia niepełnosprawności lub niezdolności do pracy do organów określonych odrębnymi przepisami. Decyzje administracyjne w indywidualnych sprawach z zakresu pomocy społecznej należących do właściwości powiatu wydaje starosta lub z jego upoważnienia kierownik powiatowego centrum pomocy rodzinie.

### Zadania województwa
Zadania samorządu województwa w zakresie pomocy społecznej sprowadzają się przede wszystkim do działalności promocyjnej, programowej. i inspiratorskiej, utrzymywania regionalnych jednostek pomocy społecznej, szkolenia kadr, prowadzenia publicznych szkół służb społecznych. Zajmuje się także przygotowaniem sprawozdań dla wojewody i sporządzeniem bilansu w zakresie pomocy społecznej. Samorząd województwa opracowuje, analizuje i realizuje wojewódzką strategię w zakresie polityki społecznej, która jest integralną częścią strategii rozwoju województwa. Obejmuje ona w szczególności programy: przeciwdziałania wykluczeniu społecznemu, wyrównywania szans dla osób niepełnosprawnych, pomocy społecznej, profilaktyki i rozwiązywania problemów alkoholowych, współpracy z organizacjami pozarządowymi. Zadaniem województwa jest również rozpoznawanie przyczyn ubóstwa oraz opracowanie regionalnych programów pomocy społecznej, wspierającej samorząd gmin i powiatów w działaniach na rzecz ograniczania tego zjawiska. Do zadań województwa samorządowego zalicza się także: wydawanie i cofanie zezwoleń na prowadzenie domów pomocy społecznej i placówek zapewniających całodobowa upiekę nad osobami przewlekle chorymi, niepełnosprawnymi lub w podeszłym wieku.

## Oceny
Według GUS, niezmieniana od dawna struktura pomocy społecznej w niektórych przypadkach raczej utrwala biedę, niż pomaga z niej wyjść.
Głównymi odbiorcami pomocy społecznej w Polsce są osoby mieszkające w małych miastach i wsiach, głównie na północy i wschodzie kraju. W obszarach tych występuje silna nadreprezentacja odbiorców pomocy społecznej (40% ludności stanowi 60% klientów pomocy społecznej). Ponad 80% pobiera zasiłki dłużej niż 10 lat. Około 20% z nich pracuje, ok. 30% jest zarejestrowana jako bezrobotna, szukaniem pracy nie jest zainteresowane 44%. Dla 75% rodzin objętych pomocą społeczną głównym źródłem dochodów są różnorakie świadczenia pomocowe oraz praca w szarej strefie. Kolejnym czynnikiem zwiększającym poziom bezrobocia jest utrata świadczeń socjalnych w razie podjęcia pracy – w badaniu Diagnoza Społeczna 2007 powód ten podało 18% badanych.
Polski system pomocy społecznej jest oceniany jako nieefektywny, przede wszystkim ze względu na niewystarczającą liczbę oraz niskie zarobki pracowników socjalnych. W nikłym stopniu są także wykorzystywane bardziej skuteczne metody pomocy społecznej, takie jak pomoc warunkowa, aktywna i kontrakty socjalne – w 2009 roku na 3,7 mln osób objętych pomocą kontraktami objęte było zaledwie 105 tys.
Ministerstwo Rodziny i Polityki Społecznej poprzez swoją agendę – Centrum Rozwoju Zasobów Ludzkich we współpracy z kilkoma organizacjami pozarządowymi podjęło realizację projektu Standardy w Pomocy, mającego na celu testowanie nowych form pracy socjalnej oraz nowych modeli instytucji. CRZL zostało zlikwidowane zarządzeniem ministra z 30 grudnia 2015 r.